# Escanduso
Escanduso es una localidad del municipio burgalés de Villarcayo de Merindad de Castilla la Vieja, en la Comunidad Autónoma de Castilla y León (España), comarca de Las Merindades.

## Localidades limítrofes
Confina con las siguientes localidades:
- Al noreste con Casillas.
- Al sureste con Cigüenza y Tubilla.
- Al noroeste con Escaño.

## Demografía
Evolución de la población
| Gráfica de evolución demográfica de Escanduso entre 2000 y 2017    |
|                                                                    |
| Población de derecho (2000-2017) según el padrón municipal del INE |

## Historia
Así se describe a Escanduso en el tomo VII del Diccionario geográfico-estadístico-histórico de España y sus posesiones de Ultramar, obra impulsada por Pascual Madoz a mediados del siglo XIX:

Lugar en la provincia, diócesis, audiencia territorial y capitanía general de Burgos (14 leguas), partido judicial de Villarcayo (3/4), y ayuntamiento titulado de la merindad de Castilla la Vieja; Situado en la falda de una montaña bastante elevada; el clima es frío, y las enfermedades más comunes las catarrales. Tiene 5 casas de regular fabricación; una iglesia parroquial (San Andrés), con cementerio junto a la misma y a su N, aneja de la de Escaño y servida por el cura de esta. El término, en el cual brotan varias fuentes de buena calidad, confina por N Escaño; E Casillas y Cigüenza; S Tabilla, y O Cubillos del Rojo. El terreno es corto y de mediana clase, bañándole el río Nela, que trae su origen de las montañas de Pax y corre sin variar de nombre hasta Trespaderne, donde se confunde con el Ebro; le cruza un miserable puente de madera; los vecinos se abastecen de leña de un monte que la cría de encina. Caminos: los de servidumbre en mal estado. Correos: los interesados toman la correspondencia en Villarcayo, a cuyo punto llega los domingos, miércoles y viernes, y se despacha los sábados, martes y jueves. Producciones: trigo, centeno, cebada, maíz y legumbres de toda especie; ganado lanar, vacuno, cabrío y de cerda; caza de perdices y codornices, y pesca de truchas, barbos y anguilas. Industria: la agrícola y un molino harinero. Población: 4 vecinos, 15 almas. Capital productivo: 8.000 reales. Imponible: 259.
Diccionario geográfico-estadístico-histórico de España y sus posesiones de Ultramar